# Channa rara
Channa rara — вид лабіринтових риб родини змієголових (Channidae). Описаний у 2019 році.

## Поширення
Ендемік Індії. Поширений у басейні річки Джагбуді у штаті Махараштра на заході країни.

## Опис
Дрібна рибка завдовжки до 9 см. Тіло подовжене, циліндричне з великою головою. Забарвлення блакитно-сіре з косими темними вертикальними смугами. Видова особливість від інших видів групи gahua — наявність двох плям На кінці спинного плавця є дві чорні плями, а на грудних плавцях 6-7 смуг.

## Спосіб життя
Трапляється в різних біотопах (великі і середні річки з швидкою течією, струмки, озера, ставки і канали). Ґрунт теж може бути будь-яким. Веде одиночний спосіб життя. Живе на дні серед опалих гілок і листя або серед каменів (в швидких річках). Живиться водними безхребетними і дрібною рибою. Нерест парний. Самець виношує ікру в роті. Мальки також залишаються під опікою самця, який у разі небезпеки або на ночівлю забирає малюків до рота.